# Várday család
Várday család, vagy Wárday (Kis-Várdai)

## Története
A család a Gutkeled nemzetségből ered. Nevét a Szabolcs vármegyei Kisvárdáról vette és irta.
A család első ismert őse az V. István magyar király korában élt Mihálynak fia Aladár volt, aki a fennmaradt adatok szerint az egri egyház elégetett kiváltság-levelei ügyében tanuskodott. Aladárnak három fia maradt, kik 1311-ben éltek: Jakab, II. Aladár és I. László. Közülük László jelethei Szecsőd (Zochud) fiának Mártonnak leányát Margitot vette nőül, kitől született I. János nevű fia, ő volt az aki Kisvárdai várat (Kis-Wárda) - amely valószínű, hogy még földvár lehetett - helyreállíttatta és kibővíttette; meghalt 1357-ben. Zsigmond magyar király egy 1400-ban kiadott okirata szerint, a Várday család engedélyt kapott egy vár (castrum) létesítésére, majd 1465-ben Várday István érsek kezdte el a vár építtetését.
Fent nevezett I. Jánosnak két fia maradt: I. Miklós, ki utód nélkül halt meg. Másik fia I. Domokos, Abaúj vármegye alispánja volt, aki a középkorban a vármegye ispánjának a helyettese volt, vagyis ő vezette a vármegye közigazgatását, a főispán után ő volt a vármegyében a legbefolyásosabb személy. Ezt a tisztséget ez időben a legtekintélyesebb és általában a legtehetősebb köznemesek töltötték be.

## Várday I. Domokos
Várday I. Domokosról az oklevelekben fennmaradt adatok főképp a vármegye ügyeivel valamint birtokai gyarapításával kapcsolatosak és családjáról: gyermekeiről tudósítanak, akik végül nagy karriert futottak be Zsigmond magyar király környezetében, híressé téve ezáltal a Várday családot.
A Várday I. Domokosról több birtokper adatai is fennmaradtak, ezek közül való többek között az is, amelyben 1380-ban a rokon Báthoriakkal pereskedett.
A Codex diplomaticus Hungariae (10-11) adatai pedig egy rokonával, Daróczy Thibolddal közös Királydaróc nevű birtokuk eladásáról tudósítanak, mely település még a 14. században jutott a Várday és a Daróczy családok birtokába és melyet 1385-ben Csáky Istvánnak adtak el. Csáky István Királydarócra később 1396-ban királyi adományt is kapott.
I. Domokosnak négy gyermeke: I. Zsigmond, I. Mihály, II. Miklós és Perbált alapozta meg a Várday család karrierjét, mivel Zsigmond magyar király közelébe kerülve magas tisztségeket töltöttek be.
Várday I. Domokos 1390-ben, életének 36. évében hunyt el, míg egyes adatok halálának idejét [1] 1391. november 26. utánra teszik.
Domokosnak négy gyermeke született. Gyermekei: I. Zsigmond, kinek leánya Katalin albesi Zólyomi Tamáshoz ment nőűl, I. Mihály, II. Miklós és Pelbárt voltak. Közülük az utóbbi három testvér által három ágra szakadt a család:
Fiai közül II. Miklós vitte tovább a családi ágat, amely végül V. Miklós nevű utódjával kihalt, akinek három fia utód nélkül korán elhalt, leánya, az 1580-ban született Katalin 1630-ban halt meg, utóda Nyáry Krisztina által pedig a birtok az Eszterháziakra szállt.
Domokos négy gyermeke közül:

## Mihály ága
- I. Mihály nevű fia Zsigmond magyar király kiséretében több országban is járt, köztük német és francia országban is. I. Mihálynak egyetlen fia volt II. László, aki 1471-ben halt meg. Négy gyermeke: Hedvig agárdi Teőke Péterné, III. László, I. András, és II. János. Ezek közül

III. László 1505-ben jelen volt a rákosi országgyűlésén.
- II. János báthmonostori Thőtös László leányát Orsolyát vette nőül, ezzel Bars, Hont, Fejér, Bodrog és Tolna vármegyékben terjedelmes birtokot kapott. Azonban fia V. László korán elhalt, egy leánya maradt, Katalin, aki csábrági Erdődi Bálinthoz ment férjhez, ki birtokainak örököse maradt. Igy I. Mihály ága kihalt.

## Perbált ága
Pelbárt I. Zsigmond és I. Mihály testvére volt.
- Hat gyermeke közül három leánya: Zsuzsanna Pocsaji Jánosné, Potencziana Zokoly Péterné, és Anna váraskeszi Lépes Jánosné volt.
- Három fia: III. Mihály, III. Aladár és István az érsek.

- III. Mihály: utód nélkül halt el.
- III. Aladár: főpohárnok és 1459-ben Szabolcs vármegye főispánja volt.
- István: Olaszországban tanult, 1454-ben erdélyi prépost, utóbb kalocsai érsek és főkancellár lett, majd 1468-ban bibornok. Élt még 1470. november 24-én is.

## II. Miklós ága
- II. Miklós, Pelbárt testvére, II. Miklós fia volt III. Miklós, aki az 1444. évi országgyűlésen Szabolcsi főispán lett, 1455-ben pedig királyi kincstartó volt. Nejétől Perényi Katalintól négy fia maradt: IV. Miklós, Simon, Mátyás boszniai püspök 1486-ban, meghalt 1489-ben, és IV. Aladár.

Ezek közül:
- Simon fia volt 1545-ben Tamás egri megyei pap.
- IV. Aladárnak szintén egy leánya maradt: Eufrosina csébi Pogány Zsigmondné.
- IV. Miklós, a negyedik testvér a család alapitásban sokkal szerencsésebb volt. Nejétől Eufémiatól egy leánya Anna született, ki Drágffy János jegyese lett. Hat fia maradt:
1. II. István, ki hasasterjéni vagy csúzi Markoss László leányát Ilonát vette nőül, ettől született Borbala, apanagyfalvi Apaffy Ferencné.
2. I. Ferenc 1510-ben kincstárnok, majd váci, utóbb erdélyi püspök, 1520-ban a leleszi konvent előtt testvérei János, Mihály, Imre és Ambrús részére bevallást tett. 1523-ban kelt végrendeletében a két előbbi testvérnek a báthmonostori, a két utóbbinak pedig a kis-várdai jószágokat hagyta. Meghalt 1524-ben, mások szerint Mohácsnál esett el.
3. III. János 1517-ben királyi udvarnok, zászlós ur volt. Nejétől Ráskay Krisztinától egyetlen leánya Fruzsina született, ki előbb Vinnai azaz Eödönffy Istvánné, utóbb alaghi Bekény Istvánné volt.
4. IV. Mihály a mohácsi ütközetből szerencsésen megmenekűlve, kincseivel együtt a Tolna megyei Málé nevű várába vonult. Élt még 1552-ben is, midőn Kisvárdát, – melyet Martinuzzi elfoglalt, – neki vissza adta. Első nejének Báthori Klárát vélik. Bizonyos, hogy neje volt Sarmasági Erzsébet is, ettől születtek gyermekei: III. István, V. Miklós, II. Ferenc, V. Mihály és Anna Zokoli Miklósné. Ezek közül a két első utód nélkül halt el, valamint V. Mihály is, ki 1579-ben főpohárnok mester volt, élt még 1582-ben is. Özvegye Dobó Krisztina utóbb gersei Pethő Gáspárné lett. 
Azonban a harmadik testvér V. Miklós családot alapított, Losonczi Dorottyát vette nőül, ettől lettek gyermekei: IV. István, V. Aladár, VI. Miklós és IV. János, kik azonban mindnyájan utód nélkül korán elhaltak, leánya azonban Katalin, ki 1580. máj. 5-én született, és kora 14. évében kis-várdai Szokolyi Miklós jegyese lett, utóbb azonban Telegdi Pálhoz ment férjhez, ennek halála után pedig bedeghi Nyári Pál váradi kapitányhoz, meghalt 1630-ban, és a Kisvárdai családot sirba vitte. Utódát Nyáry Krisztinát Eszterházy Miklós vette nőül, ezzel Kisvárda is az Eszterházyakra szállt.

## A Várday család címere
A cimer Várday, vagy Wárday Mihály 1579. évi pecsétjéről ismert (Wágnerközlése alapján):
A pajzs udvarában egy bogas ág (esetleg szarvas agancs), melyet farkát szájába vevő kígyóval körbevéve.

## A Várday család ismertebb tagjai
- Várday István érsek
- Várday Domokos
- Várday Kata